# Marian Jurczyk

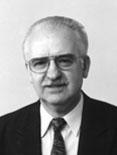
Marin Jurczyk

Marian Jurczyk (* 16. Oktober 1935 in Karczewice, Polen; † 30. Dezember 2014 in Stettin) war ein polnischer Politiker und Gewerkschafter.
Bei den August-Streiks 1980 in Polen unterzeichnete Marian Jurczyk als Vertreter des überbetrieblichen Streik-Koordinationskomitee (poln. Międzyzakładowy Komitet Strajkowy) am 30. August 1980 das Augustabkommen mit der Regierung, das zur Zulassung der unabhängigen Gewerkschaft Solidarność führte.
Von 1998 bis 2000 und von 2002 bis 2006 war er Stadtpräsident von Stettin.
Für seine Verdienste in der polnischen Oppositionsbewegung wurde ihm 1990 vom letzten Präsidenten der Republik Polen im Exil, Ryszard Kaczorowski, das Ritterkreuz des Ordens Polonia Restituta und 2015 durch den Präsidenten Bronisław Komorowski postum das Komturkreuz desselben Ordens verliehen.